# Krampus: Duch świąt
Krampus: Duch świąt (ang. Krampus) – amerykańska bożonarodzeniowa komedia grozy z 2015 roku w reżyserii Michaela Dougherty’ego na podst. tytułowej postaci z austro-bawarskiego folkloru.

## Obsada
- Emjay Anthony jako Max Engel
- Adam Scott jako Tom Engel
- Toni Collette jako Sarah Engel
- David Koechner jako Howard
- Allison Tolman jako Linda
- Conchata Ferrell jako ciotka Dorothy
- Stefania LaVie Owen jako Beth Engel
- Krista Stadler jako „Omi” Engel
- Lolo Owen jako Stevie
- Queenie Samuel jako Jordan
- Maverick Flack jako Howie Jr.
- Sage Hunefeld jako Chrissie
- Luke Hawker jako Krampus
- Gideon Emery jako Krampus (głos)
- Mark Atkin jako Ketkrókur
- Amy Brighton jako Þvörusleikir
- Trevor Bau jako Hurðaskellir
- Ravi Narayan jako Kertasníkir
- Felicity Hamill jako Gáttaþefur
- Sophie Gannon jako Bjúgnakrækir
- Kelly Lily Marie jako Giljagaur
- Clare Odell jako Gluggagægir
- Gareth Ruck jako Stekkjarstau Adam McArthur jako elfy i Piernikowe Ludziki (głos)
- Jon Bailey jako elfy (głos)
- David W. Collins jako elfy (głos)
- Brett Beattie jako Der Klown
- Ivy George jako Perchta the Cherubin (głos)
- Seth Green jako Piernikowy Ludzik Lumpy (głos)
- Breehn Burns jako Piernikowy Ludzik Dumpy (głos)
- Justin Roiland jako Piernikowy Ludzik Clumpy (głos)
- Leith Towers jako Derek
- Curtis Vowell jako kurier DHL

Źródła: